# Егремни
Егремнѝ (на гръцки: Εγκρεμνή или Εγκρεμνοί) е плаж на югозападния бряг на остров Левкада, Гърция, в Йонийско море.
Това е един от най-дългите плажове на острова с дължина 2,5 km, а плажната ивица е широка между 20 и 50 m, поради което независимо от наплива на туристи никога не е пренаселен. Този отдалечен плаж е свързан с шосе от 90-те години на XX в. с вътрешността на Лефкада и е един от трите ѝ най-известни и посещавани плажа наред с Порто Кацики и Катизма. Брегът е осеян с дребните бели камъчета така типични за Йонийските острови. Отдалеч те приличат на ситен бял пясък. Заливът е дълбок и в южния му край това дори позволява на круизните кораби да вземат пътниците си директно от брега.
Според списание „Travel + Leisure“ Егремни е едно от 13-те места в света, където може да се види най-наситеният син цвят на водата.
На Егремни има плажен бар и се предлагат шезлонги под наем. В близост липсват апартаменти или студиа за настаняване, има само къмпинг.
След силното земетресение от 6,1 степен по скалата на Рихтер от 17 ноември 2015 г. Егремни се оказва затрупан под свлачище и пейзажът задълго е драстично променен. Оттогава морето почти е успяло да възстанови бреговата ивица в предишния ѝ вид, но откъм сушата достъпът е силно затруднен и опасен, и до плажа се стига само с лодки. Преди земетресението спускането до плажа е ставало по 347 стръмни стъпала, изсечени във висока около 150 m скала.
От 2021 е възстановен достъпът по суша и пеша. След паркинга се върви 20 минути по асфалтиран път, който води до стъпала. Те се минават за 5 минути. Пътят е с маркировка и знаци, но не е въведен в експлоатация. 